# رود نیاریز
رود نیاریز (انگلیسی: Nyariz) یک رودخانه در سرزمین پرم کشور روسیه است.